# 20574 Очінеро
20574 Очінеро (20574 Ochinero) — астероїд головного поясу, відкритий 9 вересня 1999 року.
Тіссеранів параметр щодо Юпітера — 3,559.